# Seznam hokejistů draftovaných týmem Cleveland Barons
Toto je kompletní seznam hokejistů, kteří byli draftováni v NHL do týmu Cleveland Barons. To zahrnuje každého hráče, který byl draftován, bez ohledu na to, zda hrál za tým.

## Draft 1. kola

### Historie prvního kola
| † | Hráč který byl vybrán do hokejové síně slávy | Hráč který byl vybrán do hokejové síně slávy | Hráč který byl vybrán do hokejové síně slávy |
| * | Draftován z 1. místa                         | Draftován z 1. místa                         | Draftován z 1. místa                         |
| ≠ | Hráč který neodehrál žádný zápas v NHL       | Hráč který neodehrál žádný zápas v NHL       | Hráč který neodehrál žádný zápas v NHL       |

| Rok  | Místo | Hráč          | Pozice  | Stát   | Předchozí tým (liga)     |
| ---- | ----- | ------------- | ------- | ------ | ------------------------ |
| 1977 | 4     | Mike Crombeen | Útočník | Kanada | Kingston Canadians (OHA) |

### Celkový výběr
|  | Hráči kteří hráli nejméně jeden zápas v NHL |
|  | Hráči kteří si zahráli v NHL All-Star Game  |
|  | Draftováni Češi a Slováci                   |

| Rok  | Kolo | Místo | Hráč          | Pozice       |
| ---- | ---- | ----- | ------------- | ------------ |
| 1977 | 1    | 5     | Mike Crombeen | Útočník      |
| 1977 | 2    | 23    | Dan Chicoine  | Pravé křídlo |
| 1977 | 3    | 41    | Reg Kerr      | Obránce      |
| 1977 | 3    | 42    | Guy Lash      | Pravé křídlo |
| 1977 | 4    | 59    | John Baby     | Obránce      |
| 1977 | 5    | 77    | Owen Lloyd    | Obránce      |
| 1977 | 6    | 95    | Jeff Allan    | Obránce      |
| 1977 | 7    | 113   | Mark Toffolo  | Obránce      |
| 1977 | 8    | 128   | Grant Eakin   | Levé křídlo  |

## Souvislé články
- Seznam hokejistů draftovaných týmem California Golden Seals